# Släkthistoria
Släkthistoria är en tidskrift om släktforskning och lokalhistoria, vars utgivning inleddes år 2014.

## Utgivning
Den 13 mars 2014 utgav LRF Media första numret, med Magnus Bergsten som chefredaktör och ansvarig utgivare.
År 2016 köpte Bonnier Publications, med säte i Malmö och huvudkontor i Köpenhamn, de fyra titlarna Allt om Historia, Populär Historia, Militär Historia och Släkthistoria.
Tidskriften utkommer med 12 nummer per år.